# Bruyères corréziennes
Bruyères corréziennes est une chanson française écrite par Jean Leymarie, instituteur, et composée et interprétée par l'accordéoniste Jean Ségurel en 1936. Il s'agit d'un air célèbre du registre musette, et le plus connu de son interprète. 
Les paroles vantent les bruyères du massif des Monédières, situé en Corrèze, à l'ouest du Massif central, et la vie simple d'une bergère qui y mène son troupeau, loin des soucis des « gens de Paris ».

## Histoire

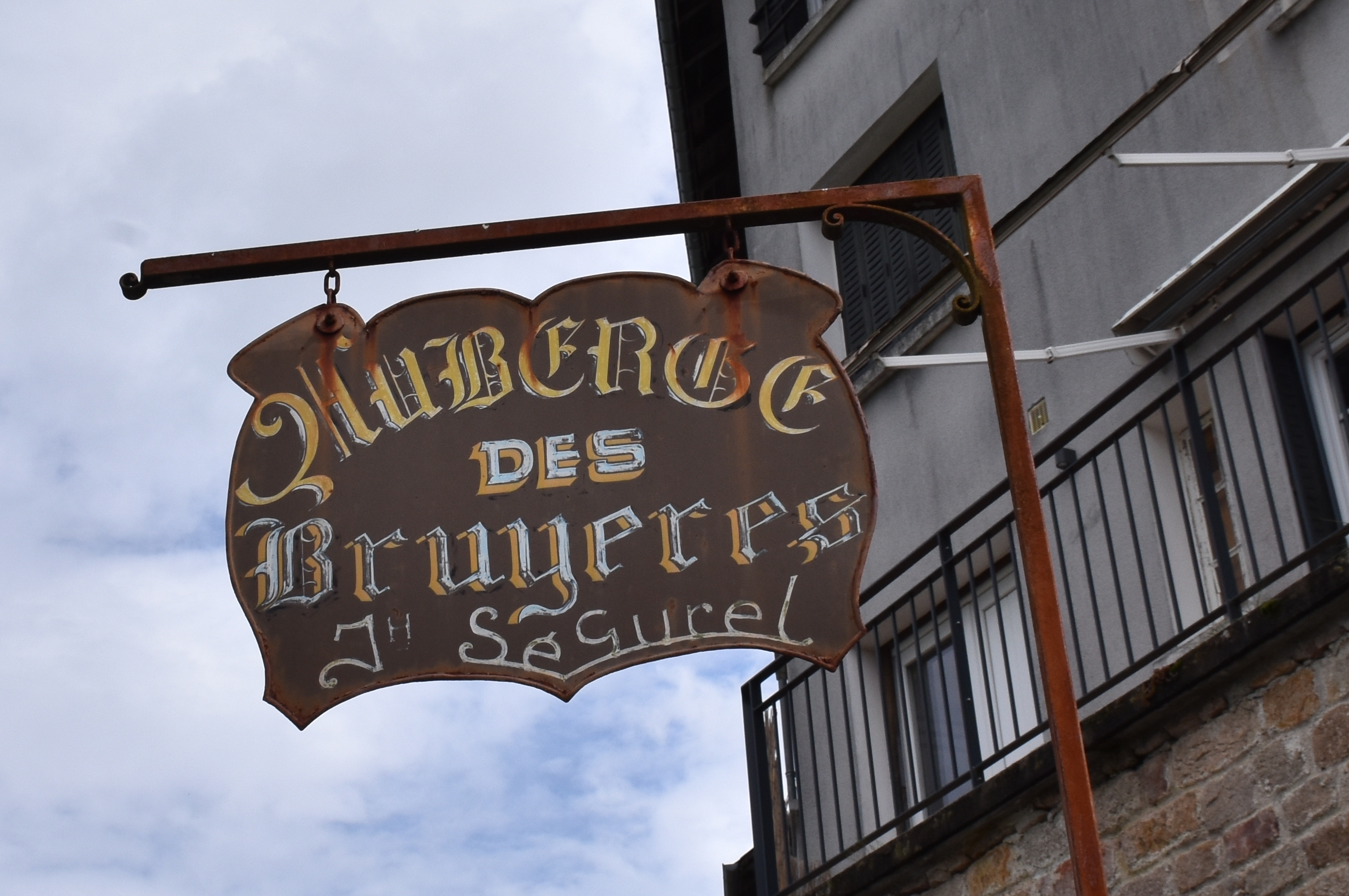
Enseigne de l'ancienne Auberge des Bruyères à Chaumeil.

### Contexte
Originaire de Chaumeil, au cœur des Monédières, Jean Ségurel, initialement formé à la vivace tradition de violon corrézien, se trouve une passion pour l'accordéon, favorisé par l'implantation de la fabrique Maugein à Tulle en 1919. Facteur à vélo, il fonde avec deux amis instituteurs, Jean Leymarie, du bourg de Corrèze, et Roger Faure, de Saint-Yrieix-le-Déjalat, le groupe des Troubadours Corréziens. Celui-ci connaît un succès local dès la fin des années 1920.
Gervais et Antonine Goursolas, un couple originaire de Saint-Augustin et expatrié à Paris où il dirige le groupe folklorique des Chanteurs & Danseurs Limousins de Paris, présente Jean Ségurel à l'Auvergnat Martin Cayla qui permet au premier d'enregistrer de premiers disques,.

### Création

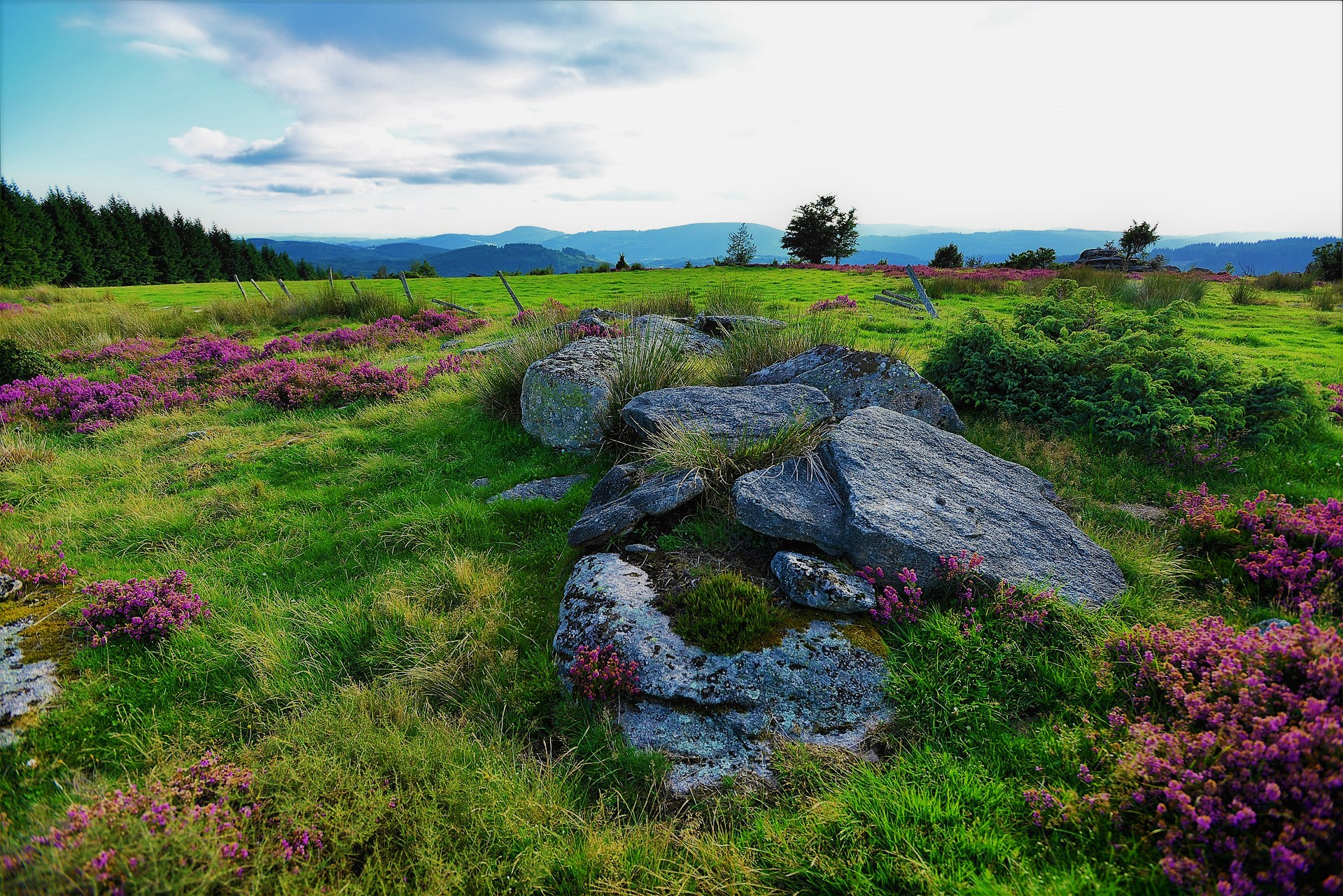
Bruyères à l'est des Monédières, dans le secteur du puy de Viossanges.

Bruyères corréziennes naît en 1936 d'une vision du paysage de bruyères depuis le perron de la maison que Jean Ségurel s'est construite à Chaumeil à son départ des PTT. La TSF contribue à la notoriété de la chanson en la diffusant sur Radio Toulouse, Radio Limoges et Radio Clermont-Auvergne.
Dans les années 1960, trente ans après son écriture, Bruyères corréziennes connaît une nouvelle et véritable célébrité, qu'il doit beaucoup à la réalisation d'un scopitone (ancêtre du vidéoclip musical), en 1963. Référencé dans le catalogue de la société Cameca, au numéro CA-167, le document est réalisé par Claude Lelouch, qui en est alors l'un des spécialistes,. Le petit film est tourné dans les Monédières, dans un décor de lande de fougères et de bruyères, au milieu des brebis. Jean Ségurel y figure à l'accordéon, accompagné de la chanteuse, en costume folklorique et portant le barbichet, coiffe limousine de cérémonie populaire à la fin du XIXe siècle, et d'un orchestre comprenant une batterie, une contrebasse, une guitare, un autre accordéoniste et un joueur de cabrette, instrument plutôt auvergnat.
Une autre source fait aussi état d'un Scopitone d'Alexandre Tarta, mais cette information est discutable, ce document ne figurant pas au catalogue de Cameca.
En décembre 1963, preuve de sa réussite, un sondage place le clip de Bruyères corréziennes au deuxième rang des préférences du public, derrière Elle est finie (la belle histoire) de Petula Clark, et devant Je ne danserai plus jamais (Johnny Hallyday), L'École est finie (Sheila) et Tous les garçons et les filles (Françoise Hardy).

### Réutilisations
À partir de 1966 et pendant plusieurs années, à la demande de la SNCF qui souhaite personnaliser ses annonces en fonction des régions, les sept premières notes de la chanson servent d'indicatif aux messages vocaux diffusés en gare de Limoges-Bénédictins. Cette particularité demeure plusieurs années ; on peut l'entendre dans un reportage télévisé réalisé pour le cinquantième anniversaire de la gare, en 1979.
En 1999, lors de la visite privée du président chinois Jiang Zemin en Corrèze, Bernadette Chirac relate avoir dansé à l'invitation de ce dernier sur cet air. 
En 2016, le 80e anniversaire de la chanson fait l'objet de célébrations à Chaumeil, en Corrèze, fief de Jean Ségurel. Lors des obsèques du coureur cycliste Raymond Poulidor en 2019, la chanson est interprétée par des accordéonistes à l'entrée de l'église de Saint-Léonard-de-Noblat.
En 2021, les chanteurs polonais Magda et David Beucher présentent une version classique de la chanson à Treignac.
L'air Bruyères corréziennes est souvent présenté comme étant l'un des hymnes de la Corrèze, avec À nos souvenirs, du groupe Trois Cafés Gourmands.

## Analyse

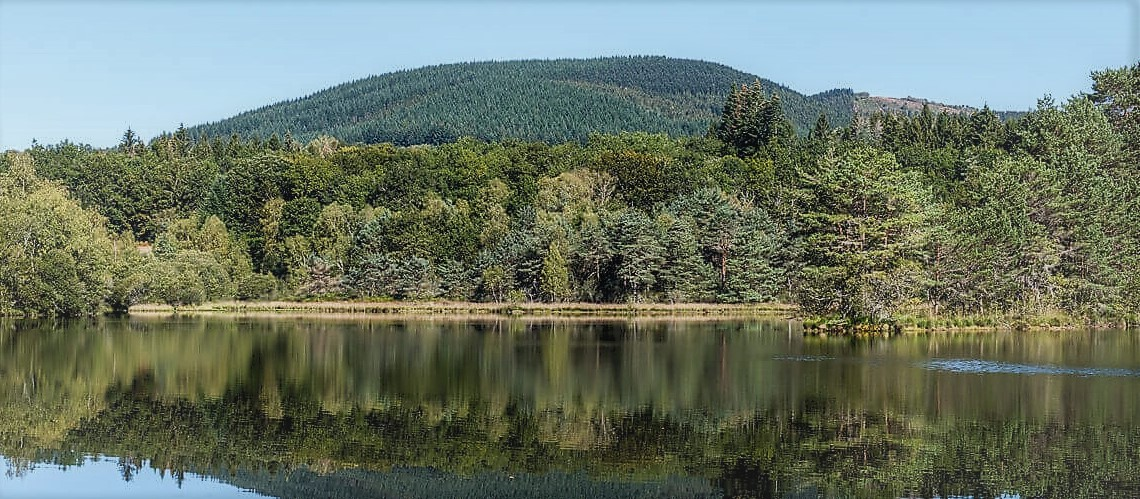
Le Suc au May au début du XXIe siècle, en grande partie occupé par la forêt au détriment de la lande à bruyères.

La chanson est à la gloire des paysages typiques du massif des Monédières et de la Montagne limousine au début du XXe siècle. La lande à bruyères est en effet la « pierre angulaire de l’activité agricole du Limousin pendant près de dix siècles », élément de subsistance incontournable de l'activité pastorale. La fermeture progressive des paysages, avec l'exode rural et la déprise agricole, qui voit la lande disparaître au profit des plantations de résineux, fait de Bruyères corréziennes un hymne éminemment nostalgique et mélancolique,.

## Bruyères corréziennesdans les arts et la culture
Son statut d'hymne corrézien vaut à Bruyères corréziennes d'être mentionné dans plusieurs oeuvres de fiction qui se déroulent en Limousin ou évoquent ce territoire. C'est le cas, entre autres, de Chauffe, Charlie ! Chauffe ! d'Ange Bastiani (1974), Les Chemins de terre de René Limouzin (1993), La Montagne sacrée de Daniel Crozes (2000), Un été sans alcool de Bernard Thomasson (2014), La Caresse de Marie Nimier (2017) ou L'Odyssée de Clarence de Corinne Javelaud (2022).